# مزرعة بني صعب
مزرعة بني صعب أو مزرعة أبي صعب هي قرية لبنانية من قرى قضاء بشري في محافظة الشمال.